# Sinagoga veche din Heilbronn

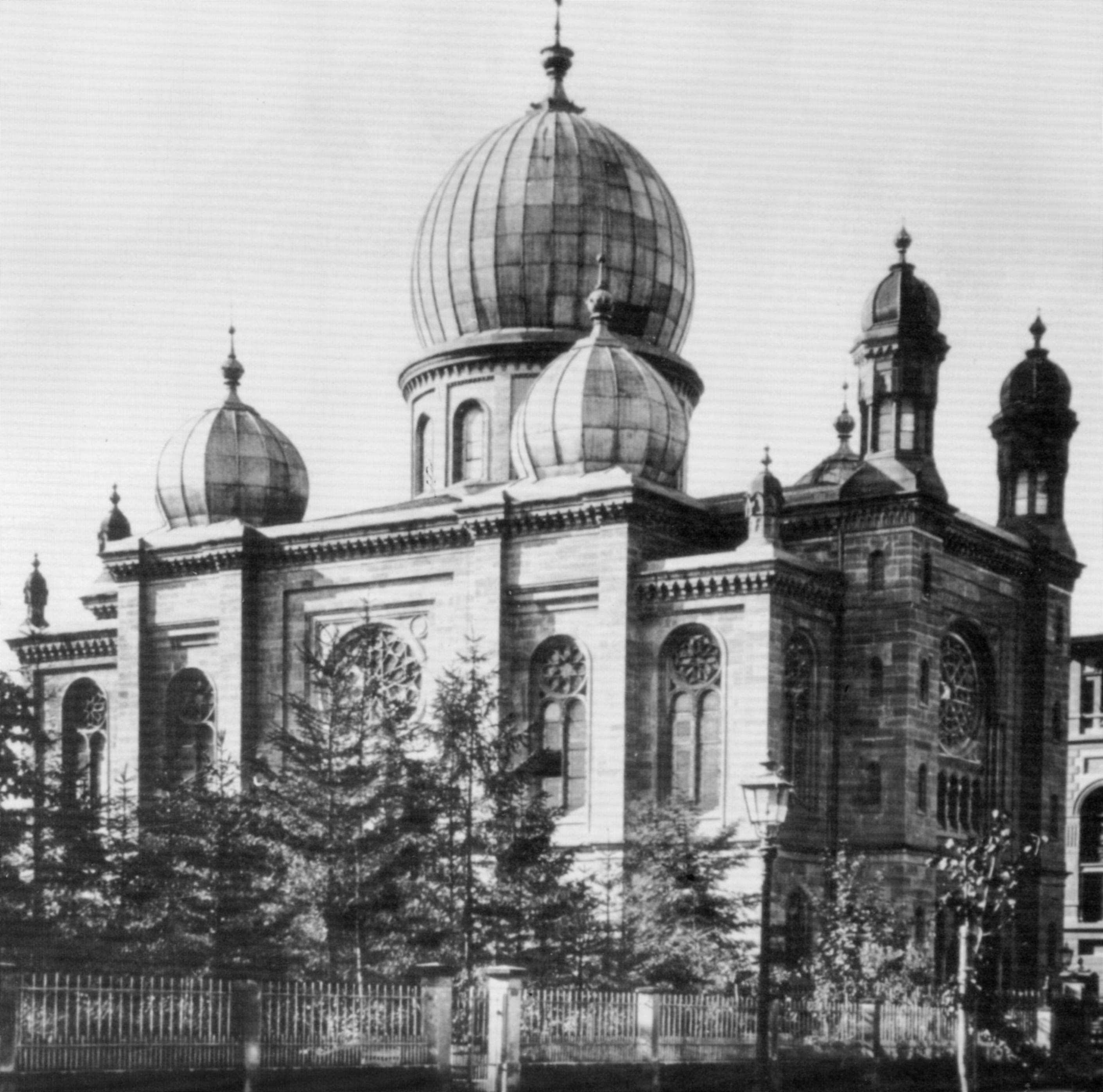
Sinagoga veche din Heilbronn

Sinagoga veche din Heilbronn a fost o sinagogă a comunității evreiești din această localitate. Clădirea acesteia, construită din gresie provenită din cariera de gresie din Heilbronn (Heilbronner Sandstein), se afla cu fațada pe Allee (în română Alee), numele arterei principale de circulație pe axa nord-sud, din centrul orașului Heilbronn). Clădirea a fost proiectată în stil neo-oriental de arhitectul Adolf Wolff din Stuttgart și construită între anii 1873–1877. În timpul perioadei naziste, în noaptea de 10 noiembrie 1938, în Noaptea de cristal („Reichskristallnacht”), sinagoga a fost incendiată, iar la începutul anului 1940 a fost demolată. Astăzi, pe locul vechii sinagogi există un monument cu o placă comemorativă si scheletul uneia din cupolele mici ale unui turn.

## Monumente și poze

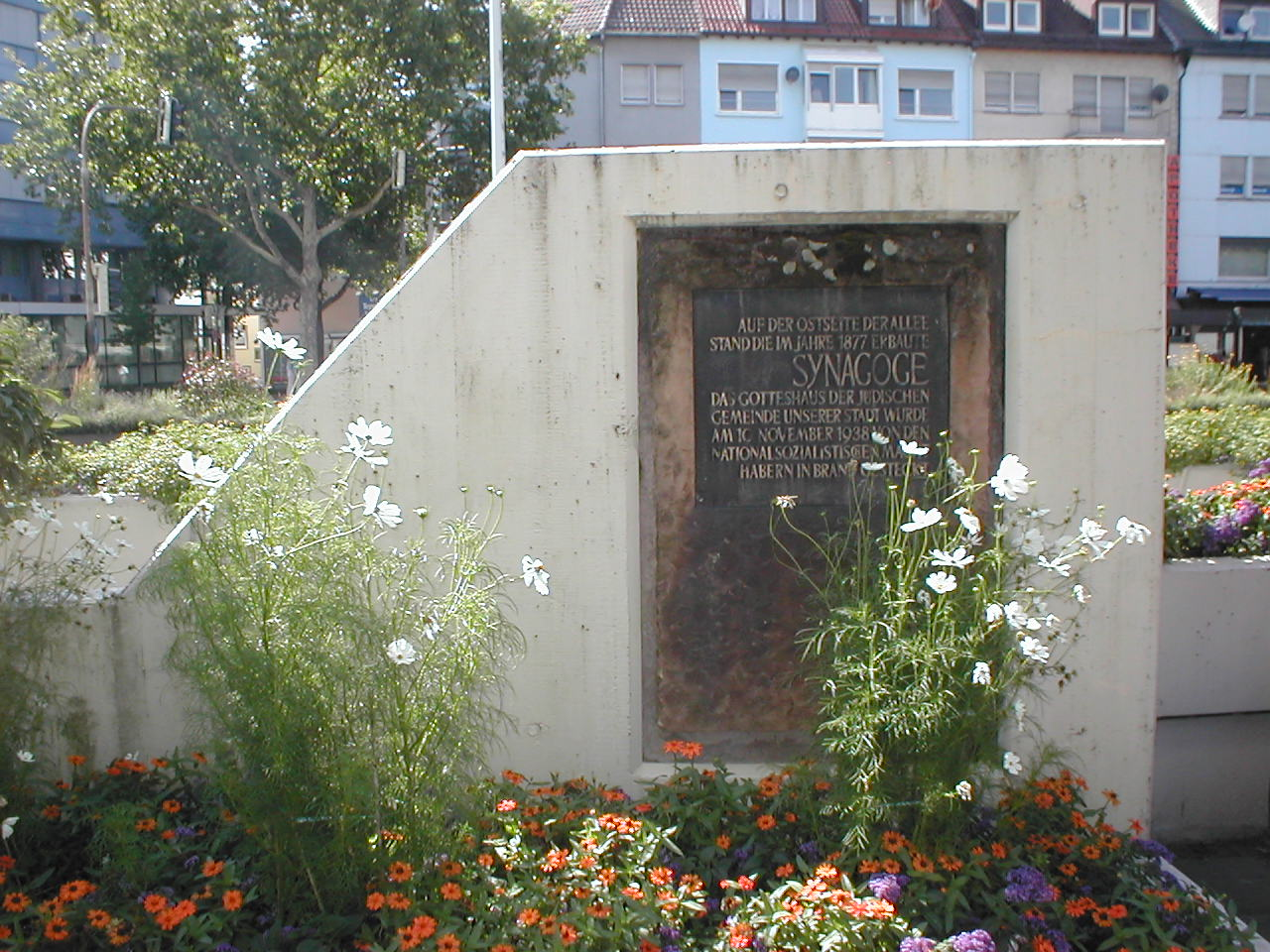
Monumentul cu placa comemorativă
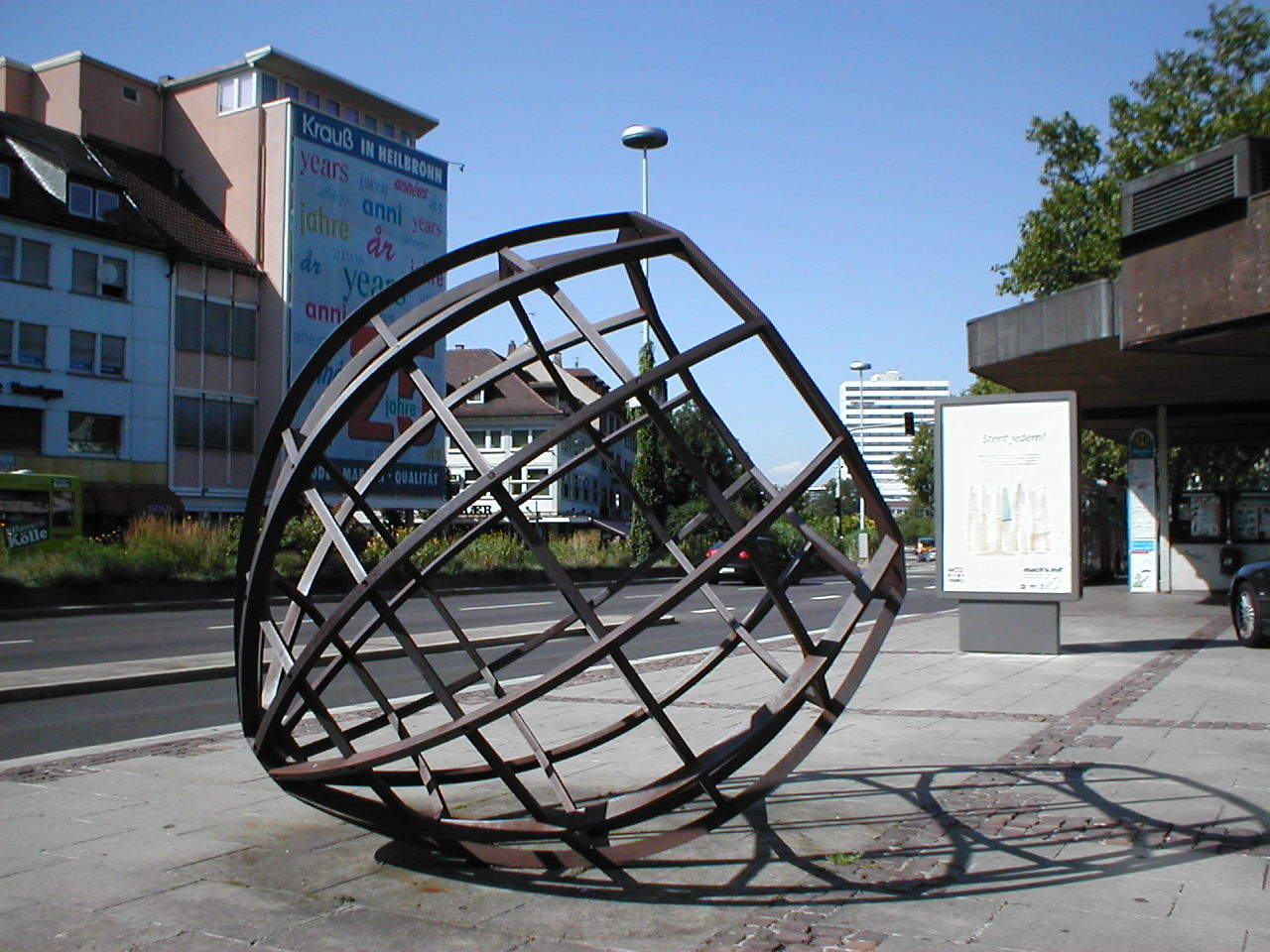
Monument-cupolă în amintirea Sinagogei din Heilbronn, Allee Heilbronn
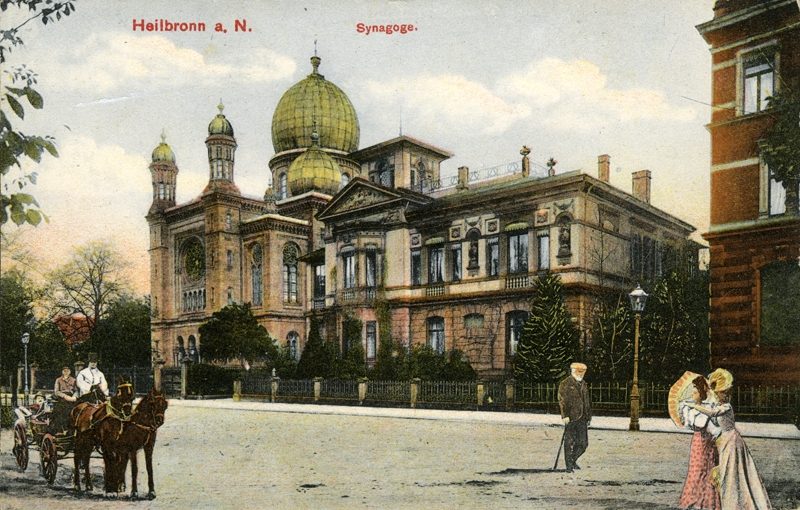
Poză cu Sinagoga, în 1900